# Maja Erkič
Maja Erkič (Slovenj Gradec, 13 maggio 1985) è un'ex cestista slovena.

## Carriera

### Club
Ala piccola di nazionalità slovena, disputa la stagione 2008-09 in Italia, a Faenza risultando una delle migliori esordienti del campionato italiano. In questa stagione conquista la Coppa Italia 2009 e si aggiudica il premio come MVP della competizione.
Nella stagione 2009-2010 prosegue la sua permanenza nel Club Atletico Faenza.
Gioca a Schio e nel 2010-11 vince sia il campionato che la coppa.

## Palmarès
- Campionato italiano: 1
Schio: 2010-11
- Coppa Italia: 1
C.A. Faenza: 2009; Schio: 2011